# Chororapitec
El chororapitec (Chororapithecus abyssinicus) fou un primat que visqué fa entre 10 i 10,5 milions d'anys en el Miocè. Es creu que és la primera espècie coneguda de goril·la. La seva existència demostra que l'últim avantpassat comú entre els humans i els ximpanzés per una banda i els goril·les per l'altra, poden haver viscut fa més de 10 o 11 milions d'anys, quan fins abans d'aquest experiment es calculava que la divergència podria haver-se produït 8 milions d'anys enrere.